# Гигиенонт
Гигиенонт (др.-греч. Ὑγιαίνοντ; с греч. «разумный, здравомыслящий») — царь (базилевс) или архонт Боспорского государства из династии Спартокидов, правивший приблизительно в 220—200 годах до н. э. Возможно, сын Перисада II.

## Биография

### Имя правителя и происхождение
В традициях Спартокидов редкие имена присваивались младшим членам семьи. Отсюда следует, что Гигенонт был сыном Перисада II и братом Левкона II и Спартока IV, то есть из Спартокидов. Имя правителя встречается на черепичных клеймах, нескольких золотых статерах и серебряных драхмах.

### Титул
В исторических источниках Гигиенонта именуют архонтом, несмотря на то, что уже с конца IV в. до н. э. на Боспоре и за его пределами стало обычным применение титула царя. Можно предполагать какую-то политическую борьбу на Боспоре, заставившую Гигиенонта в последней четверти III в. до н. э. пользоваться званием архонта, а не царя. Однако в источниках никаких сведений об этом не сохранилось. Время жизни и правления архонта ученые определяют по-разному: от III до I века до н. э.

### Правление
При Гигиенонте впервые за историю Боспорского государства появляется изображение на монетах мужской головы без каких-либо украшений. При архонте стабилизировалось денежное обращение посредством выпуска золотых и серебряных монет. Идеализированный образ на монете с греческой прической и женственными чертами лица не дает права считать его реалистическим портретом Гигиенонта. Однако, возможно, именно в таком виде представили его резчики монет. Черепичные клейма, часто встречающиеся с именем Гигиенонта, свидетельствуют о том, что архонт уделял внимание изготовлению местной кровельной черепицы.